# Linje 6 (Göteborgs spårvägar)
Linje 6 är en spårvagnslinje i Göteborg. Spårvagnslinje 6 i Göteborg symboliseras av en blå sexa på orange bakgrund och skyltas mot dess ändhållplatser Varmfrontsgatan, samt Aprilgatan. Linje 6 har 46 hållplatser och är 24,6 km lång. 
Från och med tidtabellsskiftet den 21 augusti 2023 kortades spårvagnslinje 6 genom att den vände vid Nymånegatan i riktning mot Kortedala och vid Väderilsgatan i riktning mot Länsmansgården. Orsaken var brist på förare. Linjen återupptog ordinarie linjesträckning från och med den 12 februari 2024, men med reducerat antal turer till följd av fortsatt förarbrist.

## Linjehistorik[3]
Den första linje 6 har sitt ursprung i den enkelspåriga gula Änggårdslinjen som startades mellan Slottskogen och Änggården (Sahlgrenska) 1904. Vissa turer förlängdes förbi Slottskogen och hela vägen in till Drottningtorget.
1907 fick Änggårdslinjen nummer 6.
1918 Turerna till Drottningtorget dras in och linjen går enbart Slottskogen - Änggården.
1942 Linjen förlängs till platsen för nuvarande hållplats Sahlgrenska Huvudentré och linjen skyltas om till Linnéplatsen - Sahlgrenska.
1948 På grund av den ökande biltrafiken är det opraktiskt att ha en enkelspårig spårvagn som går mot trafiken i ena riktningen och att linje 7 har förlängts till Sahlgrenska från andra hållet ersätts linje 6 med buss 51.
1968 startas dagens linje 6 med orange skylt mellan Kortedala och Biskopsgården. Den går kortaste vägen via Stampgatan istället för runt hela staden som den gör nu.
1970 förlängs linjen till Bergsjön.
1976 avkortas linjen i båda ändar och går mellan Kortedala och Eketrägatan.
1979 - 1982 gör linjen ett uppehåll och när den kommer tillbaka är den ändrad till Kortedala - Guldheden där den tar över ett av linje 7s ben så man skall slippa kopplandet av vagnar vid Kapellplatsen.
1989 läggs en ny växel in vid Vasaplatsen och linjen börjar gå via Valand istället för Grönsakstorget.
2002 öppnas Chalmerstunneln och linje 6 går efter Valand via Korsvägen - Chalmerstunneln och till Sahlgrenska. Grenen till Guldheden tas över av linje 10.
2003 öppnas spåren i Skånegatan och linje 6 får dagens sträckning Kortedala - Länsmansgården med ett varv runt stan och innefattar nu både Änggårdslinjens gamla sträckning och den sträckning linjen hade på Hisingen på 1960- och 70-talen. 